# Friedrich von Moltke

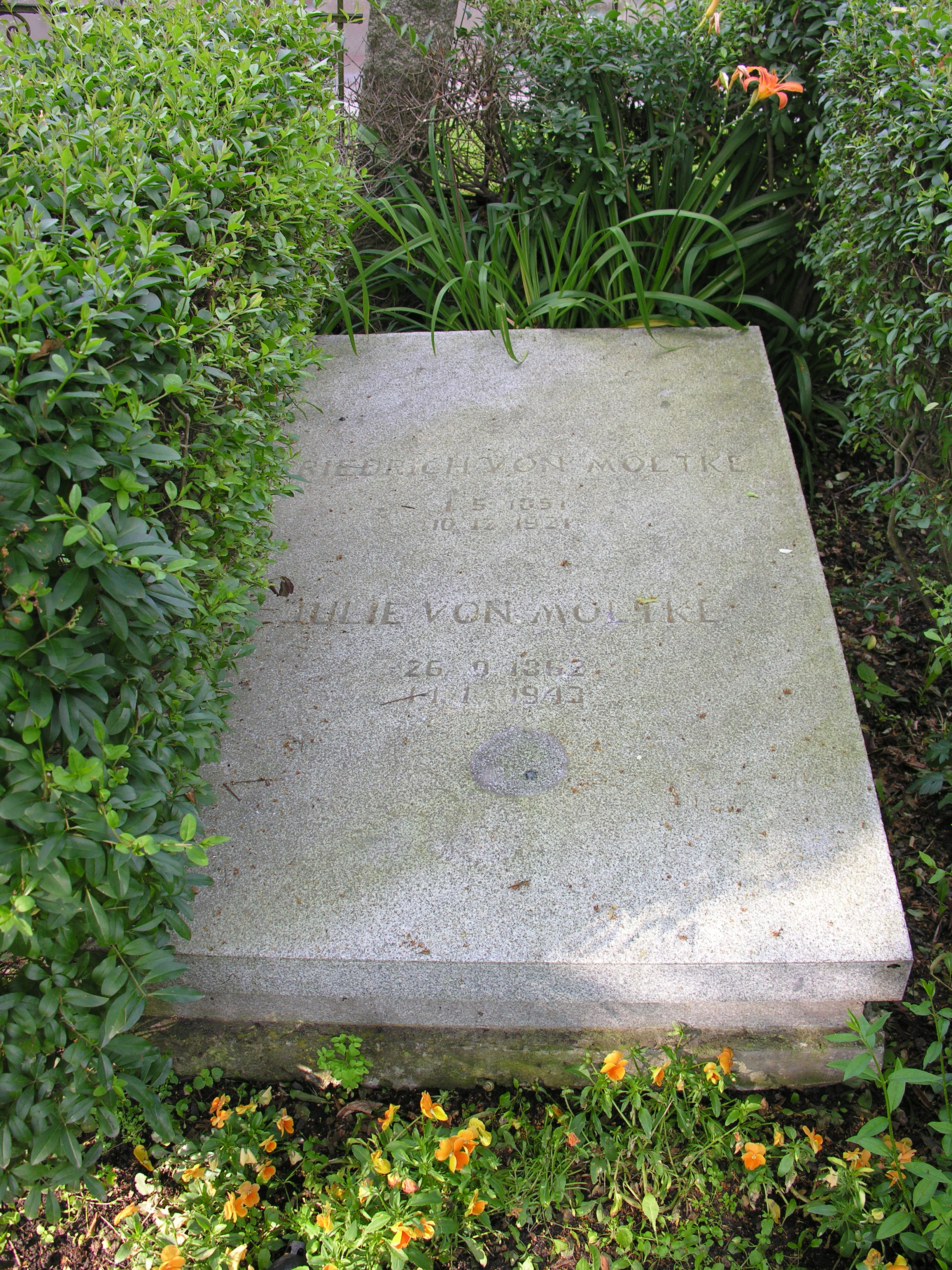
Grób Friedricha von Moltke i jego żony na cmentarzu w Borowie

Friedrich Ludwig Elisa von Moltke (ur. 1 maja 1852 w Gut Rantzau, powiat Plön w Holsztynie, zm. 10 grudnia 1927 w Brzezicy) – niemiecki polityk.

## Życiorys
W latach 1885–1890 landrat powiatu gliwickiego, 1898–1900 prezydent rejencji opolskiej, 1900–1903 rejencji poczdamskiej. 1903–1907 nadprezydent Prus Wschodnich. W latach 1907–1910 pruski minister spraw wewnętrznych. 1914–1918 nadprezydent prowincji Szlezwik-Holsztyn. Od 1910 do 1918 członek pruskiej Izby Panów. Członek zakonu joannitów. Jego synem był dyplomata Hans-Adolf von Moltke.